# Playa de la Riera
Playa de la Riera (en catalán y oficialmente, Sa Riera) es una entidad de población del municipio de Bagur (Gerona) España. Se sitúa a unos 3 km al norte del casco urbano de Bagur. Es una zona de urbanizaciones, por lo que a la población del núcleo principal (130 habitantes) habría que sumarle la censada en las zonas adyacentes que reúne a algunas decenas más. Destaca su playa, la más grande del municipio, una cala de unos 350 metros de largo. El nombre de "La Riera", proviene de un torrente que divide la playa en dos.